# Prix UEFA du Meilleur joueur d'Europe 2011
Le Prix UEFA du Meilleur joueur d'Europe 2011 est la première édition du nouveau prix remplaçant le Meilleur footballeur de l'année UEFA.
Le 25 août 2011, Lionel Messi devance son coéquipier Xavi Hernández et le madrilène Cristiano Ronaldo.

## Palmarès

### Classement officiel[2]
| # | Nom                | Club                        | Points |
| - | ------------------ | --------------------------- | ------ |
| 1 | Lionel Messi       | FC Barcelone                | 39     |
| 2 | Xavi Hernández     | FC Barcelone                | 11     |
| 3 | Cristiano Ronaldo  | Real Madrid                 | 3      |
| 4 | Andrés Iniesta     | FC Barcelone                |        |
| 5 | Radamel Falcao     | FC Porto Atlético Madrid    |        |
|   | Wayne Rooney       | Manchester United           |        |
| 6 | Nemanja Vidić      | Manchester United           |        |
| 7 | Zlatan Ibrahimović | AC Milan                    |        |
| 7 | Gerard Piqué       | FC Barcelone                |        |
| 9 | Manuel Neuer       | FC Schalke 04 Bayern Munich |        |